# Heisei Rider vs. Showa Rider: Kamen Rider Taisen feat. Super Sentai
Heisei Rider vs. Showa Rider: Kamen Rider Taisen feat. Super Sentai (平成ライダー対昭和ライダー 仮面ライダー大戦 feat.スーパー戦隊 Heisei Raidā Tai Shōwa Raidā Kamen Raidā Taisen feat. Sūpā Sentai, Rider thời Bình Thành đấu với Rider thời Chiêu Hoà: Đại Chiến Kamen Rider với sự xuất hiện của Super Sentai) là bộ phim điện ảnh thứ ba trong series Super Hero Taisen thường niên, tiếp sau Super Hero Taisen và Super Hero Taisen Z. Bộ phim được trình chiếu vào ngày 29 tháng 3 năm 2014 tại Nhật Bản.
Bộ phim xoay quanh cuộc xung đột giữa 2 nhóm Rider thuộc dòng phim Kamen Rider, Showa Rider (Rider thời Chiêu Hoà) và Heisei Rider (Rider thời Bình Thành), cũng như sự tham gia của một vài thành viên Super Sentai, bao gồm ToQger và Kyoryuger. Bộ phim đặc biệt có sự xuất hiện của Fujioka Hiroshi trong vai Hongo Takeshi (Kamen Rider đầu tiên) cũng như cảnh biến hình của nhân vật này sau 38 năm.
Kamen Rider Taisen do Shirakura Shinichiro sản xuất, Shibasaki Takayuki đạo diễn và Yonemura Shoji viết kịch bản.

## Tóm lược
Trong khi đang điều tra về bí ẩn một thế giới khác ở nằm bên dưới bề mặt Trái Đất, Kazuraba Kota (Kamen Rider Gaim) đã bắt gặp một cậu bé có sức mạnh bí ẩn tên là Shu. Khi những con quái vật của đế chế Badan truy lùng Shu, một người đàn ông tự nhận mình là Hongo Takeshi đã xuất hiện và biến hình thành Kamen Rider 1 để chiến đấu với lũ quái vật. Đồng thời ông cũng nói với Kota "Thật đáng thương! Ta không thể nào chấp nhận một Rider gà mờ như cậu được". Bí ẩn xung quanh của Kamen Rider 1, cũng như mục đích mà đế quốc Badan truy đuổi Shu dần dần được hé lộ.

### Kết thúc song song
Hai kết thúc cho bộ phim đã được sản xuất, một kết thúc với chiến thắng thuộc về Heisei Rider và một kết thúc với chiến thắng thuộc về Showa Rider. Một trang web đã được mở cửa để người hâm mộ thực hiện bầu chọn kết thúc mà mình mong muốn, thời gian kéo dài từ Chủ Nhật 9 tháng 2 đến ngày 25 tháng 3. Kết quả bầu chọn sẽ quyết định phiên bản nào sẽ ra mắt tại rạp. Đây  là lần thứ hai trong dòng phim Kamen Rider, một bộ phim có kết thúc tùy theo quyết định của người hâm mộ, sau Kamen Rider Ryuki Special: 13 Rider. Theo nhà sản xuất Shirakura Shinichiro, khác với những cuộc chiến không có kết thúc rõ ràng trước đây, lần này họ đầu tư rất nghiêm túc vào chiến thắng và thất bại của hai phe, vì thế, kết quả cuộc chiến giữa Showa Rider, những người chiến đấu vì xã hội, và Heisei Rider, những người chiến đấu vì bản thân, sẽ được người hâm mộ quyết định.
Một tháng sau khi cuộc bầu chọn bắt đầu, Shirakura Shinichiro cũng giải thích lý do của cuộc bầu chọn, vì khái niệm Showa Rider và Heisei Rider là do chính người hâm mộ sáng tạo ra, nên chính họ cũng sẽ là người quyết định kết quả. Ông cũng nói rằng cuộc bầu chọn cũng là sự gợi nhớ về tất cả các chương trình và là cơ hội để xem cả hai phe đã cống hiến những gì cho người hâm mộ. Cho đến ngày 1 tháng 3, cuộc bầu chọn đã nhận được gần 2 triệu phiếu bầu, với Showa Rider chiếm 1 triệu phiếu, và Heisei Rider chiếm 999.000 phiếu, một điều gây ngạc nhiên cho ông. Shinichiro cũng cho rằng mặc dù những đứa trẻ có thể không muốn chứng kiến những anh hùng của mình thất bại dưới tay thế hệ đi trước, nhưng Kamen Rider không phải chỉ dành cho trẻ em, nhưng còn là cho tất cả mọi người trên khắp đất nước.
Tính đến ngày 24 tháng 3, một ngày trước khi cuộc bỏ phiếu kết thúc, phe Showa Rider đã giành được khoảng 51,6% số bình chọn. Kết quả cuối cùng, Heisei Rider đã giành chiến thắng với 1.387.041 phiếu 2.773.322 lượt bình chọn, đánh bại Showa Rider với 1.376.281, với chênh lệch chỉ khoảng 700 phiếu trong số hơn 2 triệu phiếu bầu.
Kết thúc của bộ phim cũng quyết định bài hát kết phim.

### Hậu kết phim
Trailer ngắn cho phim đôi của Kamen Rider Gaim và Ressha Sentai ToQger được trình chiếu sau khi bộ phim kết thúc.

## Nhân vật

Hình ảnh Kamen Rider Fifteen/Aoi Ren từ tạp chí Televi-kun, cũng với 4 hình dạng thay đổi

### Kamen Rider Fifteen
Aoi Ren (葵連 Aoiren), do Itao Itsuji thể hiện, là một nhân vật phản diện và chính là bố của cậu bé Shuu, có thể biến thành Kamen Rider Fifteen (仮面ライダーフィフティーン Kamen Raidā Fifutīn). Tương tự như các Armored Rider, Fifteen sử dụng Sengoku Driver và Lockseed. Tuy nhiên, hắn sở hữu và sử dụng các Legend Rider Lockseed, cho phép sử dụng bộ áo giáp chứa sức mạnh của các Heisei Rider, như Gaim, Wizard, Fourze, và Decade. Trên đầu của Fifteen có 2 chữ hán "十五", nghĩa là "Thập Ngũ". Fifteen cũng sử dụng Heisei Rider Lockseed để biến hình thành Gaim Arms.

## Phân vai
Bên cạnh các diễn viên thủ vai Kazuraba Kota (Kamen Rider Gaim) và Kumon Kaito (Kamen Rider Baron) của series Kamen Rider hiện tại, Kamen Rider Gaim, nhiều diễn viên thuộc các series trước đó cũng tham gia với vai diễn cũ của mình. Tiêu biểu nhất là Fujioka Kunihiro, diễn viên từng thủ vai Kamen Rider đầu tiên sẽ xuất hiện trở lại và thực hiện cảnh biến hình đầu tiên sau 38 năm. Ngoài ra, Hayami Ryo cũng sẽ diễn lại vai Jin Keisuke (Kamen Rider X), cũng như sự trở lại của diễn viên Suguta Shun thể hiện nhân vật Murasame Ryo (Kamen Rider ZX).
Về phần Heisei Rider, Handa Kento sẽ thể hiện lại vai Inui Takumi (Kamen Rider Faiz), Kohei Murakami sẽ thể hiện lại vai Murakami Kohei (Kamen Rider Kaixa), Inoue Masahiro thể hiện lại vai Kadoya Tsukasa (Kamen Rider Decade), Kiriyama Renn thể hiện lại vai Hidari Shotaro (Kamen Rider Double, Kamen Rider Joker) và Shiraishi Shunya thể hiện lại vai Sohma Haruto (Kamen Rider Wizard).
Diễn viên hài Itao Itsuji sẽ thủ vai một nhân vật phản diện mới mang tên Aoi Ren (Kamen Rider Fifteen).
Trang web MyNavi đưa tin rằng hai diễn viên lồng tiếng Suzumura Kenichi, người từng lồng tiếng cho nhân vật Ryutaros trong Kamen Rider Den-O, và Kamiya Hiroshi, từng lồng tiếng cho Ghost Imagin trong bộ phim điện ảnh Gekijouban Saraba Kamen Rider Den-O: Final Countdown, sẽ tham gia vào bộ phim. Sau đó họ được tiết lộ rằng sẽ lồng tiếng cho nhân vật Kamen Rider Fourze và Kamen Rider Kabuto.

## Quảng bá
Bộ phim lần đầu tiên được tiết lộ trong một teaser ở cuối phim Tenka Wakeme No Sengoku Movie Daigassen. Website của series Super Hero Taisen cập nhật về bộ phim vào ngày 14 tháng 12, 2013. Hình ảnh quảng bá đầu tiên được tiết lộ sau đó, vào ngày 20 tháng 12. Promo đầu tiên của bộ phim được chiếu trên TV vào ngày 19 tháng 1, 2014. Đoạn phim quảng bá cũng được giới thiệu trong chương trình Sunday Japon Weekly News. Promo tiếp theo được phát sóng vào ngày 26 tháng 1, bao gồm cảnh biến hình của Kamen Rider 1 và Kamen Rider X. Tạp chí Televi-Kun và TV Magazine số ra tháng 2 - tháng 3 tiết lộ một số hình ảnh và thông tin về bộ phim, bao gồm sự xuất hiện của nhân vật Kamen Rider Fifteen mới. Diễn viên Itao Itsuji cũng đăng lại bản scan trang tạp chí chứa thông tin của về mình trên Twitter cá nhân. Promo thứ ba được phát sóng vào ngày 2 tháng 2, với sự xuất hiện của Fifteen. Promo thứ tư tiếp tục trình diễn những trận đánh giữa Showa Rider và Heisei Rider.
Trailer dài đầu tiên của bộ phim được đăng lên mạng vào ngày 23 tháng 2. Được dẫn bởi diễn viên lồng tiếng Tachiki Fumihiko, trailer tiết lộ những cuộc gặp gỡ giữa các Showa Rider và Heisei Rider, bao gồm Faiz vs. X, Joker vs. BLACK & BLACK RX và cả giữa những Rider có số thứ tự tương đương nhau. Phong cách chiến đấu của Kamen Rider Fifteen cũng được tiết lộ trong trailer này. Đoạn trailer này được đăng tải trên trang web chính thức của bộ phim vào ngày thứ Năm, 27 tháng 2.
Thứ 2, 25 tháng 2 Bandai cũng đăng tải đoạn teaser quảng bá cho Heisei Rider vs. Showa Rider.
Nhân dịp tham gia bộ phim, diễn viên Fujioka Hiroshi (tức Fujioka Kunihiro) chia sẻ trên blog cá nhân của mình rằng ông cảm thấy vui mừng và cảm kích khi được trở thành Hongo Takeshi.
Catalog đồ chơi của ToQger và Gaim quý thứ 2 phát hành đầu tháng 2 năm 2014 lần đầu tiên tiết lộ những trang bị mới sẽ xuất hiện trong bộ phim: Heisei Rider Lockseed và Showa Rider Lockseed; Kyoryuger Ressha, Den-O Ressha Go-Busters, Ressha được sử dụng bởi ToQger để kết hợp với Toq-Oh thành Toq-Oh Kyoryuzin, Toq-Oh Kyoryuzin feat. Denliner và Toq-Oh Go-Buster Ace
Sự kiện ra mắt bộ phim được tổ chức vào ngày 12 tháng 3, tại Tokyo. Sự kiện có sự tham gia của các diễn viên Fujioka Hiroshi, Hayami Ryo, Suguta Shun, Inoue Masahiro, Handa Kento, Sano Gaku, Itao Itsuji và Hinagata Akiko. Trong sự kiện này, Fujioka cho biết "Tôi cảm thấy run rẩy khi được lần đầu tiên biến hình sau 38 năm. Quay trở lại sau từng ấy thời gian khiến tôi có cảm giác thật đặc biệt". Còn Sano Gaku nói "Tôi đã rất phấn khích. Ông Fujioka đã tự mình thực hiện các cảnh quay hành động, và đó chính là điều khiến ông ấy trở thành Kamen Rider số 1". Itao Itsuji tiết lộ rằng "Từ khi 8 tuổi, tôi đã ước mong được trở thành Kamen Rider, và sau 42 năm, ước mơ đó đã trở thành hiện thực". Trong khi đó, Inoue Masahiro đã đăng hình ảnh chụp từ sự kiện lên blog và Twitter của mình.
Buổi lễ nhân ngày công chiếu bộ phim 29 tháng 3 đã được tổ chức tại Shinjuku Wald 9. Trong buổi lễ này, kết quả bầu chọn trực tuyến đã được công bố. Bình luận về chiến thắng của Heisei Rider trước Showa Rider, ông Fujioka nói "Không sao cả. Trẻ em và thanh niên chính là những người sẽ mang đến tương lai tươi đẹp cho Nhật Bản."

## Âm nhạc
Tùy theo kết quả bầu chọn kết thúc phim, Kamen Rider Taisen sẽ có hai bài hát kết phim khác nhau. Cả hai bài đều nằm trong album thứ hai của nhóm Kamen Rider GIRLS, "Exploded", được phát hành vào ngày 19 tháng 3.
- Nếu Heisei Rider chiến thắng[20][60], bài hát kết phim sẽ là "Mission Complete", do Naruse Shuhei sáng tác và cải biên với lời bài hát của DJ HurryKenn, được nhóm nhạc Kamen Rider GIRLS thể hiện[61].
- Nếu Showa Rider chiến thằng, bài hát kết phim sẽ là "Dragon Road 2014", cho Kushida Akira cùng với nhóm nhạc Kamen Rider GIRLS thể hiện[20][60]. Phiên bản gốc của bài nhạc này, "Dragon Road", chính là bài hát chủ đề của Kamen Rider ZX trong Birth of the 10th! Kamen Riders All Together!![20]

## Phát hành

### Doanh thu phòng vé
Trong tuần đầu tiên công chiếu, bộ phim dành đứng hạng 3 về doanh thu phòng vé tại Nhật Bản, xếp sau hai phim Nữ hoàng băng giá và Doraemon: Tân Nobita thám hiểm vùng đất mới - Peko và 5 nhà thám hiểm. Bộ phim tiếp tục nắm giữ vị trí số 3 trong tuần tiếp theo, trước khi leo lên vị trí thứ nhì trong tuần thứ ba, với doanh thu tổng cộng 7.602.678 đô.

## Tập phim đặc biệt
Ngày 30 tháng 3, một ngày sau khi bộ phim công chiếu, tập đặc biệt mang tên Ressha Sentai ToQger vs Kamen Rider Gaim: Haruyasumi Gattai Special (烈車戦隊トッキュウジャーVS仮面ライダー鎧武 春休み合体スペシャル Ressha Sentai Tokkyūjā ＶＳ Kamen Raidā Gaimu Haruyasumi Gattai Supesharu) với sự giao chéo giữa Kamen Rider Gaim và Ressha Sentai ToQger dài một giờ sẽ được phát sóng, với sự xuất hiện của Kamen Rider 1, 2 và V3. Tập phim này không được tính vào số tập phim của Gaim hay ToQger. Câu chuyện xoay quanh việc nhóm ToQger phải hợp tác với Gaim chiến đấu với MoguraRoid của đế quốc Badan và Lion Inves sau khi đoàn tàu của họ đến thành phố Zawame. Tập phim này do Mōri Nobuhiro viết kịch bản và Shōjirō Nakazawa đạo diễn.  Đây sẽ là tập phim truyền hình đầu tiên kết hợp đầy đủ hai dòng phim Kamen Rider và Super Sentai, mặc dù hai dòng phim này đã kết hợp trong nhiều phim điện ảnh trước đó.